# Rozalinda (luna)
Rozalinda  je Uranov notranji satelit. 

## Odkritje in imenovanje
Luno Rozalindo je odkril Stephen P. Synnott 13 januarja 1986 na posnetkih, ki jih je naredil Voyager 2. Takrat je dobila začasno oznako S/1986 U 4
.
Uradno ime je  dobila po Rozalindi iz Shakespearjeve komedije Kakor vam drago.
Spada v »Porcijino skupin« lun, ki imajo podobne tirnice in fotometrične lastnosti. V to skupino spadajo še Bjanka, Kresida, Desdemona, Julija, Porcija, Belinda, Kupid in Perdita.

## Lastnosti
O luni Rozalindi je znana samo tirnica , premer  in albedo. Njena gostota je okoli 1,3 g/cm³, kar je manj kot gostota Zemlje. To kaže na to, da jo sestavlja v veliki meri tudi vodni led. Njena površina je zelo temna (albedo je 0,08). Težnostni pospešek na površini je komaj 0,0012 m/s². Na posnetkih Voyagerja 2 izgleda okroglo telo.. Njena površina je siva.